# Sergio Ciattaglia
Sergio Ciattaglia (* 10. Juni 1967 in Cañada de Gómez) ist ein argentinischer Fußballtorwart.

## Karriere
Sergio Ciattaglia schaffte 1988 den Sprung in die Profimannschaft von Rosario Central, für die er aber nicht debütierte. 1991 wechselte er zum chilenischen Erstligisten CD Cobreloa, für den er vier Spiele bestritt. 1992 kehrte er nach Argentinien zurück, wo er erst für Argentino de Rosario in der zweiten Liga spielte und anschließend mehrere Jahre in der argentinischen Primera División bei Central Córdoba und Olimpo de Bahía Blanca Stammtorwart war. Nach einer weiteren Station in der ersten Liga bei Juventud Antoniana lief er ab 2001 bei unterklassigen Klubs auf. Zuletzt stand er bis 2008 bei Independiente de Neuquén im Torneo Argentino A unter Vertrag. Anschließend war er noch im Amateurfußball aktiv.